# Karo (chanteuse)
Pour les articles homonymes, voir Karo et Vallée (homonymie).
Karo, nom d'artiste de Caroline Vallée, née à Sherbrooke en 1946, est une auteure-compositrice-interprète québécoise, connue notamment pour ses succès Un garçon en mini-jupe et Des gens sympathiques. 

## Biographie
Caroline Vallée commence à chanter en duo avec Denise Roy en 1963, puis avec le trio folk « BAK ». Elle enregistre en 1966 sous le nom de Karolyn Vallée quelques 45 tours, essentiellement des adaptations des succès du jour, sur l'étiquette Succès Match tout en travaillant comme secrétaire dans un cabinet d'avocats.
En 1967 Karo remporte le premier prix à l'émission-concours Découvertes produite par Télé-Métropole, dont le jury est composé de Yoland Guérard, Marc Gélinas et Gaétane Létourneau. Elle interprète alors ses propres chansons. Cette récompense lui permet d'enregistrer plusieurs 45 tours pour le label Vedettes, du producteur Gilles L'Écuyer. Son premier succès est Un garçon en mini-jupe, chanson qui lui aurait été inspirée par une prestation du groupe Les Mersey’s à l'émission télévisée Jeunesse d'aujourd'hui dans laquelle le chanteur aurait porté une minijupe par provocation. 
Elle place par la suite d'autres chansons sur les palmarès, notamment Les Bibittes en 1968, Guenillette en 1969 et Des gens sympathiques en 1970. Suivront Il faut sourire en 1971 et My, my, my en 1972. 
Karo participe en 1968 et en 1969 à la tournée Musicorama produite par la station de radio CJMS,. Elle lance un premier album intitulé Karo en 1969, puis un second, Des gens sympathiques en 1971.
Elle est choisie pour représenter le Canada au Festival international de la chanson populaire à Tokyo en décembre 1971. Elle y interprète en anglais sa chanson My my my et remporte le 3e prix spécial (Special Hitachi Award),. Elle obtient même un certain succès au Japon où son disque est produit sur un label japonais.
Karo continue à enregistrer jusqu'en 1975, et compose des chansons pour Jacques Salvail et Nicole Cloutier, entre autres. Elle fonde une maison de production de publicité, Les Productions Karo enr., et compose des musiques de film pour l'Office national du film. Elle chante alors principalement dans le circuit des cabarets et fait de fréquentes apparitions à la télévision, principalement à Radio-Canada.
Cependant sa carrière musicale n'est plus aussi active au cours de la seconde moitié des années 1970, et elle vit des problèmes de consommation de drogue. Elle entreprend alors une conversion spirituelle et se tourne vers le christianisme. Désormais établie à Granby, elle enseigne les langues et donne occasionnellement des spectacles, en particulier pour des causes caritatives. Elle enregistre dans les années 1990 des albums de ses chansons religieuses.